# Grand Nancy Volley-Ball 2015-2016
Questa voce raccoglie le informazioni riguardanti il Grand Nancy Volley-Ball nelle competizioni ufficiali della stagione 2015-2016.

## Organigramma societario
Area direttiva
- Presidente: Bertrand Barbier
- Vice presidente: Mickaël David

Area organizzativa
- Tesoriere: Marc Veillard
- General manager: Michel Hentzen
- Responsabile amministrativo: Frédéric Bastian

Area tecnica
- Allenatore: Gabriel Denys

Area comunicazione
- Ufficio comunicazioni: Olivia Burtin
- Web master: Frédéric Bastian

Area sanitaria
- Medico: Jean-Marc Geoffroy
- Fisioterapista: Thomas Wysocki, Jean-Philippe Dejesus Goncalves

## Rosa
| N° | Nome                  | Ruolo | Data di nascita   | Nazionalità sportiva |
| -- | --------------------- | ----- | ----------------- | -------------------- |
| 1  | Tom Riblet            | S     | 18 aprile 1992    | Francia              |
| 2  | Dustin Watten         | L     | 27 ottobre 1986   | Stati Uniti          |
| 3  | Herman Engala         | C     | 29 dicembre 1985  | Camerun              |
| 6  | Stéphane Tolar        | C     | 4 luglio 1984     | Francia              |
| 7  | Maxime Mourier        | P     | 14 settembre 1987 | Francia              |
| 8  | Alexander Sorokoletov | S     | 18 luglio 1986    | Russia               |
| 9  | Jérémy Silvestre      | S     | 8 aprile 1995     | Francia              |
| 10 | David Feughouo        | S/O   | 5 maggio 1989     | Camerun              |
| 11 | Christian Fuahea      | C     | 26 ottobre 1982   | Francia              |
| 12 | Szabolcs Nemeth       | S     | 14 febbraio 1986  | Ungheria             |
| 14 | Alexandre Hentzen     | P     | 4 marzo 1987      | Francia              |
| 17 | Renaud Ventresque     | S     | 20 marzo 1988     | Francia              |
| 18 | Dan Borotan           | S     | 9 luglio 1984     | Romania              |